# Zephyranthes moctezumae
Zephyranthes moctezumae är en amaryllisväxtart som beskrevs av Thaddeus Monroe Howard. Zephyranthes moctezumae ingår i släktet Zephyranthes och familjen amaryllisväxter. Inga underarter finns listade i Catalogue of Life.